# Palana

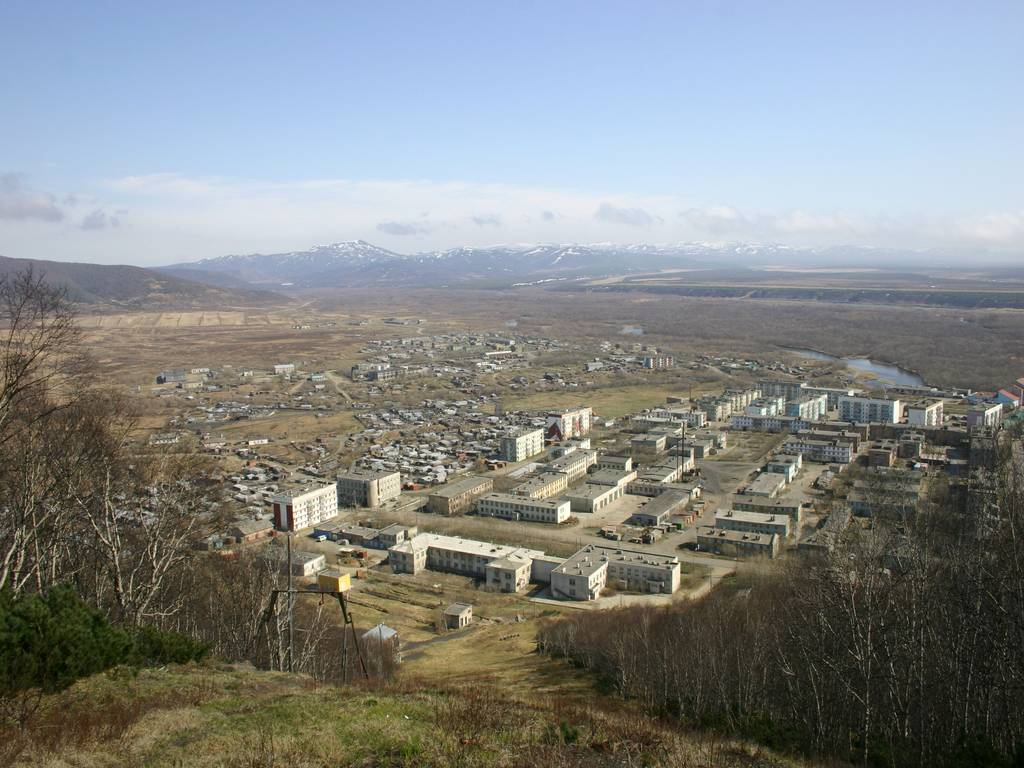
Gesamtansicht des Ortes

Palana (russisch Пала́на) ist eine Siedlung städtischen Typs in der Region Kamtschatka (Russland) mit 3155 Einwohnern (Stand 14. Oktober 2010).

## Geographie
Die Siedlung liegt im Nordwesten der Halbinsel Kamtschatka, am rechten Ufer der Palana, etwa acht Kilometer oberhalb seiner Mündung in die Schelichow-Bucht des Ochotskischen Meeres, am Fuße der sich im unmittelbaren Hinterland bis etwa 300 Meter Höhe erhebenden Berge. Palana befindet sich knapp 700 Kilometer (Luftlinie) nördlich der Regionshauptstadt Petropawlowsk-Kamtschatski.
Der Ort ist vom Territorium des Rajons Tigil umschlossen, bildet aber einen rajonfreien, eigenständigen Stadtkreis.
|                       | Jan   | Feb   | Mär   | Apr   | Mai  | Jun  | Jul  | Aug  | Sep  | Okt  | Nov   | Dez   |   |      |
| Mittl. Tagesmax. (°C) | −12,8 | −11,5 | −7,3  | −1,3  | 5,0  | 10,7 | 13,9 | 14,2 | 10,9 | 4,7  | −3,5  | −8,9  | ⌀ | 1,2  |
| Mittl. Tagesmin. (°C) | −22,6 | −21,6 | −18,6 | −10,6 | −1,6 | 3,2  | 6,8  | 7,4  | 3,1  | −2,4 | −11,4 | −18,1 | ⌀ | −7,1 |
|                       |       |       |       |       |      |      |      |      |      |      |       |       |   |      |
| Niederschlag (mm)     | 18    | 11    | 12    | 22    | 25   | 45   | 65   | 66   | 60   | 63   | 58    | 27    | Σ | 472  |
|                       |       |       |       |       |      |      |      |      |      |      |       |       |   |      |
| Regentage (d)         | 6     | 4     | 4     | 6     | 6    | 7    | 8    | 10   | 10   | 13   | 14    | 8     | Σ | 96   |

| −22,6 |

| −21,6 |

| −18,6 |

| −10,6 |

| −1,6 |

| 3,2 |

| 6,8 |

| 7,4 |

| 3,1 |

| −2,4 |

| −11,4 |

| −18,1 |

| −22,6 |

| −21,6 |

| −18,6 |

| −10,6 |

| −1,6 |

| 3,2 |

| 6,8 |

| 7,4 |

| 3,1 |

| −2,4 |

| −11,4 |

| −18,1 |

## Geschichte
Das seit 1876 bekannte Dorf, dessen Korjaken und Russen von Fischfang, Jagd und dem Sammeln von Beeren und Wildkräutern lebten, war seit 1937 Zentrum des 1930 gegründeten Autonomen Kreises der Korjaken, nachdem die Verwaltung vom verkehrstechnisch ungünstiger gelegenen Dorf Kamenskoje dorthin verlegt worden war.
Im Verlauf des 20. Jahrhunderts entwickelten sich die industrielle Fischereiwirtschaft und Fischverarbeitung. 1962 wurde der Status einer Siedlung städtischen Typs verliehen.
Palana blieb Verwaltungszentrum des Autonomen Kreises, bis dieser am 1. Juli 2007 mit der Oblast Kamtschatka zur neuen gleichnamigen Region vereinigt wurde.

### Bevölkerungsentwicklung
| Jahr | Einwohner |
| ---- | --------- |
| 1939 | 793       |
| 1959 | 924       |
| 1970 | 2735      |
| 1979 | 3687      |
| 1989 | 4343      |
| 2002 | 3928      |
| 2010 | 3155      |

Anmerkung: Volkszählungsdaten

## Kultur und Sehenswürdigkeiten
In Palana gibt es seit 1991 ein Heimatmuseum mit Schwerpunkt auf Geschichte und Kultur der indigenen Bevölkerung, der Korjaken, Itelmenen, Ewenen und Tschuktschen, sowie der Natur des Gebietes.

## Wirtschaft und Infrastruktur
Neben der Fischereiwirtschaft, die sich allerdings seit den 1990er Jahren in der Krise befindet, spielt Palanas heute vor allem die Rolle eines Versorgungs- und Kulturzentrums für den gesamten nordöstlichen Küstenbereich des Ochotskischen Meeres.
Vom Palana führt eine teils schwer befahrbare Winterstraße südwärts zunächst parallel zur Küste, über die Petropawlowsk-Kamtschatski und das Dorf Esso im Zentralteil der Halbinsel – das festen Straßenanschluss hat – erreicht werden können. Der Ausbau der Winterstraße zur Allwetterstraße ist seit 2014 bis ins rund 150 Kilometer südlich liegende Tigil abgeschlossen, ab da geht es nur per Winterstraße weiter, die jedoch auch langsam ausgebaut wird.
Einige Kilometer westlich von Palana befindet sich ein kleiner Flughafen (ICAO-Code UHPL), von dem Flugverbindung in die Regionshauptstadt besteht. Südlich des Ortes ist am jenseitigen Flussufer ein neuer Flughafen in Bau, der 2009 fertiggestellt werden soll.